# Saronno Foot Ball Club 1950-1951
Questa voce raccoglie le informazioni riguardanti il Saronno Foot Ball Club nelle competizioni ufficiali della stagione 1950-1951.

## Rosa
| N. |                   | Ruolo | Calciatore        |
| -- | ----------------- | ----- | ----------------- |
|    | Italia (bandiera) | C     | Luigi Barbesta    |
|    | Italia (bandiera) | A     | A. Bianchi        |
|    | Italia (bandiera) | A     | R. Broggini       |
|    | Italia (bandiera) | D     | Francesco Copreni |
|    | Italia (bandiera) | A     | A. Delladio       |
|    | Italia (bandiera) | C     | L. Foresti        |
|    | Italia (bandiera) | A     | Luigi Franchi     |
|    | Italia (bandiera) | A     | C. Girola         |
|    | Italia (bandiera) | P     | P. Guida          |

| N. |                   | Ruolo | Calciatore      |
| -- | ----------------- | ----- | --------------- |
|    | Italia (bandiera) | A     | E. Marazzi      |
|    | Italia (bandiera) | C     | P. Messenzani   |
|    | Italia (bandiera) | A     | Luigi Monti     |
|    | Italia (bandiera) | D     | F. Nobile       |
|    | Italia (bandiera) | A     | L. Palladini    |
|    | Italia (bandiera) | P     | C. Rizzi        |
|    | Italia (bandiera) | D     | G. Rosio        |
|    | Italia (bandiera) | C     | Paolo Uccellini |
|    | Italia (bandiera) | D     | A. Volontè      |